# Léon Delagrange
Ferdinand Marie Léon Delagrange, né le 13 mars 1872 à Orléans (Loiret) et mort le 4 janvier 1910 à Croix d'Hins (Gironde), est un pionnier de l'aviation et sculpteur français.

## Biographie
Léon Delagrange est le fils d'Henri M. Ferdinand Delagrange (né en 1845) et d'Aimé Lucie Gaucheron (née en 1852) son épouse, manufacturiers de couvertures. Il commence ses études au petit séminaire de La Chapelle-Saint-Mesmin, près d'Orléans. Passionné par la mécanique il entre en apprentissage de 1891 à 1893, puis d'octobre 1893 à septembre 1894, il fait son service militaire au 30e régiment d'artillerie d'Orléans.

### Le sculpteur

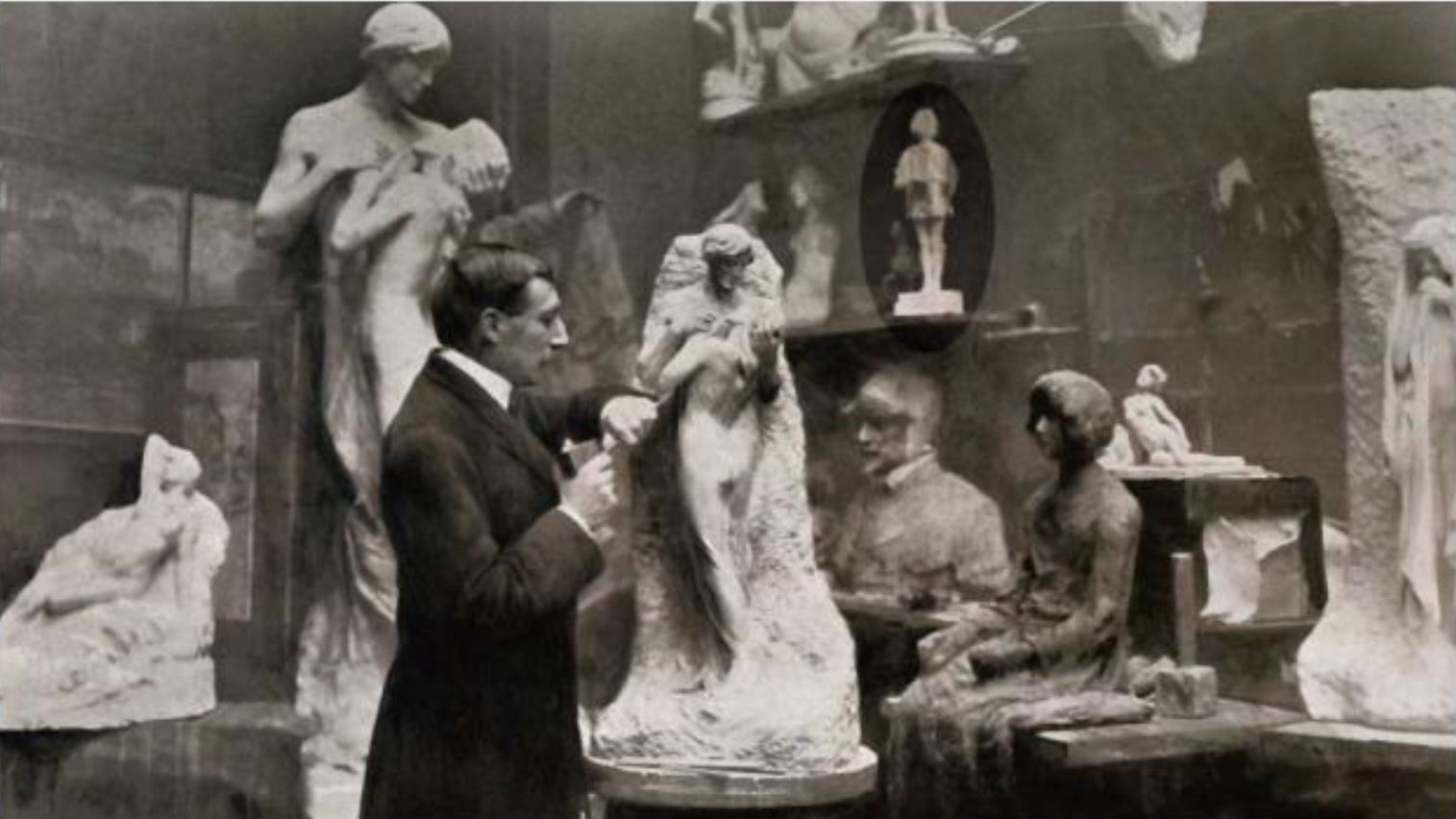
Léon Delagrange dans son atelier de sculpture (1908), photographie de l'agence Rol.

Il étudie la sculpture de 1894 à 1899 à l'École des beaux-arts de Paris dans les ateliers de Louis-Ernest Barrias (1841-1905) et Charles Vital-Cornu (1851-1927). Il expose au Salon des artistes français et en devient sociétaire en 1900. Il a son atelier au 14, rue Fontaine à Paris, ainsi que rue Boissonade à Montparnasse. Le milieu artistique qu'il fréquente lui permet d'approcher celui encore balbutiant de l'aviation, qui devient pour lui une seconde passion.

### L'aviateur
En juin 1905, il assiste sur la Seine aux essais de l'aéroplane d'Ernest Archdeacon, un planeur Voisin, piloté par Gabriel Voisin, avion équipé de deux flotteurs et tracté par un bateau à moteur. À la fin de l'année 1906, son ami Henry Kapférer lui présente les frères Voisin.
En 1906, après une tentative malheureuse de collaboration avec Louis Blériot, il crée le Delagrange no 1, construit dans les ateliers de Voisin frères, rue de la Ferme à Billancourt— dont il est le premier client en 1906 — et réussit un premier vol le 6 mai 1907 en s'élevant à une hauteur de quatre mètres sur une distance de 80 mètres. Commandé le 2 février 1907 à ses propres frais aux ateliers des frères Voisin, l'aéroplane, sur lequel il effectue son premier vol le 2 novembre, est un biplan de 60 mètres carrés de surface alaire, à moteur V8 à injection directe Antoinette de 50 chevaux, pour une longueur de 10,5 mètres et une envergure de 10 mètres à empennage cellulaire de direction à l'arrière, plus un plan élévateur à l'avant, qui effectue son premier vol le 28 février 1907 avec aux commandes Gabriel Voisin, pour un vol d'essai au Polygone du bois de Vincennes, et qui s'avère un échec. La mise au point de l'appareil nécessitera plusieurs essais avant la livraison définitive au sculpteur,. Le résultat est identique le 7 mars, mais le 30 mars Charles Voisin est aux commandes de l'appareil sur la pelouse de Bagatelle, effectuant un vol de 60 mètres en six secondes. Cela le place juste derrière Santos-Dumont qui effectua 220 mètres en novembre 1906. Il va tenter, sans succès de battre ce record les 6 et 13 avril.
Son ami Ernest Archdeacon lui propose d'équiper son avion de flotteurs : le Delagrange no 1 devient le Delagrange-Archdeacon ; des essais seront effectués au-dessus du lac d'Enghien, puis sur terre, mais les deux hommes cesseront leur collaboration. Souhaitant se perfectionner sur son appareil il réussit le 2 novembre à faire une cinquantaine de mètres, et le 5 novembre, alors qu'il s'engage dans un essai de virage, l'avion s'écrase au sol. Delagrange sort indemne, mais son avion est irréparable, seul le moteur Antoinette est récupérable. Il réalise aussitôt dans les ateliers Voisin frères la construction d'un autre avion : le Delagrange no 2 avec lequel il prendra l'air en janvier 1908 pour un vol d'une centaine de mètres sur le terrain d'Issy-les-Moulineaux. Il y rencontrera son ami Henri Farman avec son Farman Ibis, construit également par les frères Voisin, avec lequel il va compétitionner pour faire tomber les records.

### Le temps des records
Le 17 mars 1908, il remporte le prix des 200 mètres, organisé par la Commission d'aviation de l'Aéro-Club de France avec 269 m. Le 21 mars 1908, la même commission organise le concours de distance que gagne Farman. Delagrange franchit les 1 500 m.
Le 11 avril 1908, il bat les records de distance (3 925 m) et de temps de vol (6 minutes et 30 secondes) sur l'appareil le Delagrange no 2 que les frères Voisin construisirent en modifiant le moteur Antoinette. Il devient ainsi le troisième vainqueur de la Coupe Archdeacon avec sept tours d'un circuit de 825 m dont cinq tours sans que les roues ne touchent le sol.
Un peu plus d'un mois plus tard, le 30 mai 1908, il établit le nouveau record mondial de durée en Italie avec cette fois-ci quelque 15 km parcourus en 15 minutes et 26 secondes de vol, dans le cadre d'une démonstration de vol, faisant dix fois le tour de la place d’Armes.
Le 3 mai 1908 il concourt au prix Armengaud jeune, consistant à tenir plus d'un quart d'heure en vol, et perd le contrôle de son appareil qui s'écrase sur la piste cavalière. L'avion est détruit, mais il sort indemne de l'accident.
Le 24 mai 1908, à Rome, il réalise un vol de 1 800 m, mais le public n'est pas content et la police doit protéger le pilote et son avion. Le 26 mai 1908, dans la même ville et devant le roi Victor-Emmanuel III, il franchit les 8 000 m. Le 26 mai 1908, la Società Aeronautica Italiana de Rome homologue ses 12 750 m en 15 minutes et 26 secondes.
Le 22 juin 1908, Delagrange remporte une médaille d'or pour avoir effectué un vol de 16 kilomètres 500. Une performance réalisée en plus de 16 minutes en Italie.
Le 8 juillet 1908, à Turin, il emmène à bord de son aéroplane le Delagrange no 3, sa compagne Thérèse Peltier — également sculptrice —, ce qui en fait la première femme à quitter le sol en avion. Elle effectuera quelques semaines plus tard un vol solo, devenant ainsi la première femme pilote. Léon Delagrange crée cette même année sa propre compagnie d'aviation.
Le 6 septembre 1909, il bat encore tous les records de distance et de durée de vols à bord du biplan Voisin no 3, faisant 15 fois et demie le tour du terrain d'Issy-les-Moulineaux, soit 24 727 m parcourus en 29 minutes et 54 secondes.
Le 10 février 1909, il fait partie des huit premiers pilotes brevetés par l'Aéro-Club de France, sans examen et rétroactivement au 7 janvier 1909. La liste est portée à 16 noms en octobre et classée, pour ne pas établir de hiérarchie, par ordre alphabétique, c'est pourquoi Delagrange reçoit le no 3, après Louis Blériot et Glenn Curtiss, tandis que Wilbur Wright reçoit le no 15 (le 5 et le 10 ont un bis et le 13 n'est pas attribué). La même année, il est nommé chevalier de la Légion d'honneur avec, entre autres « détails sur [ses] services extraordinaires », qu'il a battu les records des frères Wright en septembre 1908 et qu'il est « le premier aviateur français qui soit sorti de France pour vulgariser l'aviation à l'étranger ».

### Mort accidentelle

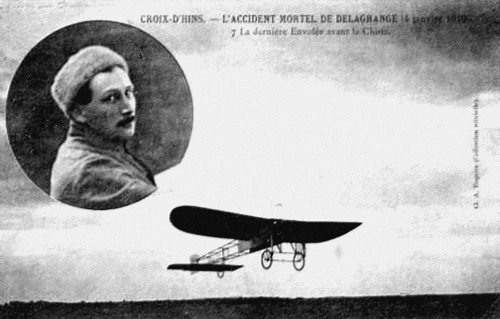
Le dernier vol de Delagrange. Carte postale (vers 1910).

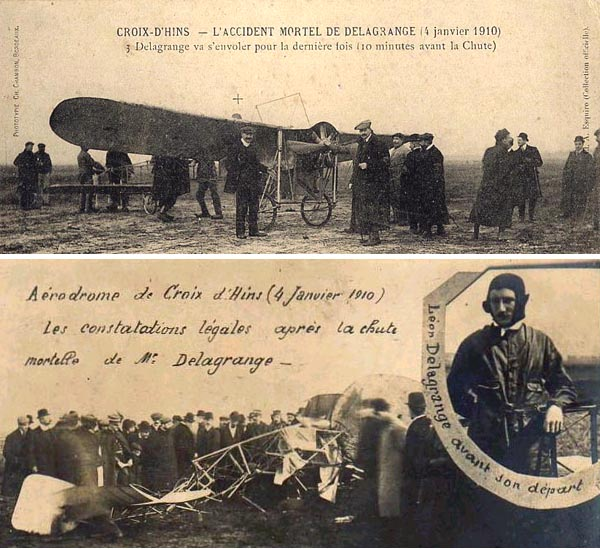
Croix d'Hins, l'accident mortel de Delagrange (4 janvier 1910), carte postale. Photographies prises avant le décollage du Blériot XI et après l'accident.

Le 4 janvier 1910, dans l'après-midi, Léon Delagrange est victime, sur l'aérodrome de Croix d'Hins près de Bordeaux, de la rupture d'une aile de son Blériot XI. On évoqua alors l'hypothèse d'une fatigue excessive de la structure de l'avion par le moteur Gnome de 50 ch, qui commençait à remplacer, sur le XI, le moteur Anzani de la traversée de la Manche, deux fois moins puissant. Des accidents ultérieurs, dont celui de Geo Chávez en septembre 1910, firent découvrir à Blériot que les tensions auxquelles pouvaient être soumis les haubans supérieurs du monoplan avaient été sous-estimées. Il chute et s'écrase sous les yeux de ses mécaniciens et de sa compagne et amie d'enfance Thérèse Peltier.

## Distinctions
- Médaille d'or de la Société d'encouragement à l'aviation[12] en 1908[13],[14].
- Médaille de l'Aéronautique (vermeil), décernée par l'Académie des sciences en décembre 1909[15].
- Chevalier de la Légion d'honneur par décret du 21 juillet 1909[9], remise à titre posthume à son frère Robert Delagrange par Louis Paul Cailletet (1832-1913), membre de l'Institut.

## Avions
Ces trois appareils furent construits par Voisin frères :
- le Delagrange no 1 : 60 mètres carrés de surface alaire, à moteur V8 à injection directe Antoinette de 50 chevaux, pour une longueur de 10,5 mètres et une envergure de 10 mètres à empennage cellulaire de direction à l'arrière, plus un plan élévateur à l'avant, qui effectue son premier vol le 28 février 1907 avec aux commandes Gabriel Voisin, pour un vol d'essai au Polygone du bois de Vincennes ;
- le Delagrange-Archdeacon, muni de flotteurs ;
- le Delagrange no 2 ;
- le Delagrange no 3.

## Œuvres
- Buste d'Edouard Dehan, 1898, Cimetière du Père Lachaise, Paris
- Le Livre d'heures, 1903[16].
- Portrait de femme, Salon de 1904, statuette[16].
- Le Page royal, 1905[16].
- Le Templier, 1905[16].
- La Danseuse Loïe Fuller, 1906[16].

## Hommages
Le nom de Delagrange a été donné à une rue du 15e arrondissement de Paris, située à quelques centaines de mètres du terrain d'Issy-les-Moulineaux où il battit des records. Ce quartier restera profondément lié à l'aviation puisqu'il verra s'installer l'état-major de l'Armée de l'air, la direction générale de l'Aviation civile et l'héliport de Paris.
Son nom a aussi été donné au collège de Neuville-aux-Bois, à une rue d'Orléans, sa ville natale, à des rues de Tours et de Viry-Châtillon, ainsi qu'à des avenues à Marcheprime, Mios et Audenge. Montfermeil a une avenue de l'Aviateur-Delagrange.
Un timbre postal français à son effigie a été émis en octobre 2010.